# Société des auteurs, compositeurs et éditeurs de musique
 (juin 2025).
« Sacem » redirige ici.  Pour le système ferroviaire, voir Système d'aide à la conduite, à l'exploitation et à la maintenance.
La Société des auteurs, compositeurs et éditeurs de musique (SACEM ou Sacem) est une société de gestion des droits d'auteur française fondée en 1851. Organisme privé, la Sacem représente ses adhérents ; elle gère et collecte leurs droits d'auteur. Elle est membre de la Confédération internationale des sociétés d'auteurs et compositeurs.

## Histoire
La SACEM naît à la suite d'un incident survenu à Paris au café-concert Les Ambassadeurs en mars 1847. Les compositeurs Ernest Bourget, Paul Henrion et Victor Parizot entendent une chanteuse reprendre un de leurs titres et refusent de payer leurs consommations, estimant qu'ils ne doivent rien puisque le propriétaire de l'établissement utilise leurs œuvres sans les rétribuer en retour. Les trois musiciens gagnent un procès dont les frais sont payés par l'éditeur Jules Colombier. C'est une des premières organisations de ce type au monde (l'équivalent britannique, la Performing Right Society (en), n'est lancé qu'en 1914). D'abord instaurée en tant que syndicat en 1850, la Sacem prend la forme définitive d'une société civile en 1851.
La société se développe alors sur l'ensemble du territoire français (181 agences en 1858). Avec l'apparition du phonographe, puis de la radiodiffusion et du cinéma, la Sacem étend son activité (droits d'auteur) à de nouveaux médias. Viennent ainsi le disque microsillon, la télévision, la radio FM, le CD, internet… Pour gérer les droits attachés à ces supports, la SDRM est créée en 1935. La Sacem et la SDRM ont réuni, en 1975, leurs services et leur personnel, tout en conservant leur autonomie juridique et financière. 
De 1961 à 2001, la Sacem est dirigée par Jean-Loup Tournier. C'est Bernard Miyet qui lui succède comme président du directoire, de 2001 à 2012. Jean-Noël Tronc est directeur général de la Sacem de 2012 à 2021 et Cécile Rap-Veber lui succède en tant que directrice.  

## Missions
Société privée à but non lucratif créée le 28 février 1851, la Sacem a pour mission principale d'assurer la collecte et la répartition des droits dus aux auteurs, compositeurs et éditeurs de musique qui sont ses membres, ou non.
Elle est contrôlée par la commission de contrôle, émanation de la Cour des comptes, les administrations fiscales et sociales, un commissaire aux comptes et ses sociétaires.
Si certaines formules alternatives, comme la musique libre, se sont peu à peu développées, la Sacem représente l'immense majorité du répertoire musical.

### Repères

Logo de la Sacem jusqu'en 2020.

Selon la Sacem elle-même, en 2023, la société représente :
- Sociétaires : 224 470
- Collecte des droits : 1 487 millions d'euros
- Clients : plus de 427 500
- Bénéficiaires : 458 000 auteurs, compositeurs et éditeurs
- Pour 1 € perçu : 85 centimes reversés œuvre par œuvre, 7 centimes par sondage et 8 centimes en tenant compte des habitudes de consommation
- 96 millions d'œuvres du répertoire mondial représentées ; plus de 4,4 millions d’œuvres déposées chaque année
- Collaborateurs permanents : plus de 1 000
- Siège : 225, avenue Charles-de-Gaulle, 92528 Neuilly-sur-Seine
- Délégations régionales : + de 60
- Directions régionales : 6

## Mode de fonctionnement

### Activités

Siège social de la Sacem.

En France, le statut et les droits et obligations des sociétés de perception et de répartition des droits d'auteur, comme la Sacem, sont définis dans le titre II du livre III du code de la propriété intellectuelle. Elles peuvent être contrôlées par la Commission permanente de contrôle des sociétés de perception et de répartition. 
La Sacem est la principale société de gestion collective de droit d'auteur musical en France, la Société des auteurs et compositeurs dramatiques (SACD) gérant l'opéra, la musique de ballet et les comédies musicales. Elle ne dispose cependant d'aucun monopole légal même si elle bénéficie d'un monopole de fait reconnu par la jurisprudence des tribunaux français et européens.
En 2018, la Sacem gérait les droits de 169 400 auteurs compositeurs et éditeurs (148 850 français et 20 550 artistes d'autres nationalités). En 2018, elle a redistribué des droits d'auteurs à plus de 330 000 auteurs, compositeurs et éditeurs dans le monde (ses membres et ceux qu'elle représente par les mandats conclus avec ses sociétés sœurs). La société redistribue 87 % des sommes collectées. La Sacem emploie 1 300 personnes dont 625 en région opérant dans plus de 60 implantations régionales réparties sur tout le territoire métropolitain et outre-mer.

### Gouvernance
Les auteurs, compositeurs et éditeurs de musique ont développé un mode de gouvernance qui leur permet de prendre une part active dans la gestion de la société. À l'occasion de l'assemblée générale ordinaire annuelle, les sociétaires examinent le rapport du gérant, approuvent les comptes et renouvellent par tiers les membres du conseil d’administration qui est composé de 20 membres (6 auteurs, 2 auteurs-réalisateurs, 6 compositeurs, 6 éditeurs). Le CA définit la stratégie, administre et nomme le directeur général et les cadres supérieurs de la société.
La présidence du conseil d'administration est renouvelée chaque année. En 2023, Christine Lidon devient la première femme présidente de l'organisation.
Les statuts et le règlement général, les rapports d'activité, les règles de répartition ainsi que les conditions tarifaires applicables pour les différentes exploitations des œuvres sont accessibles au grand public sur le site internet de la Sacem.

## Gestion des droits d'auteurs

### Sacem et sociétaires
La Sacem gère les droits d’auteur (éditeurs, auteurs, compositeurs, arrangeurs, auteurs-réalisateurs et auteurs de doublage sous-titrage) qui recouvrent un répertoire large et varié : musique (l’ensemble des genres musicaux, de la musique symphonique à la musique électronique, en passant par le jazz, le rap, le slam ou encore le zouk), musique d’œuvres audiovisuelles et de publicité, sketches humoristiques, poèmes, documentaires musicaux et vidéo-clips, textes de doublages et de sous-titrages de films, téléfilms et séries étrangères.
Toute personne ayant composé ou écrit au moins une œuvre et qui peut justifier d'une exploitation (plateforme de streaming, concert, CD) peut être sociétaire. Les sociétaires déposent leurs œuvres originales à la Sacem qui est dès lors seule habilitée à gérer les droits exclusifs d'exécution et de reproduction de ces œuvres. Ils conservent la propriété intellectuelle sur les adaptations, les réarrangements, sur leurs droits moraux et patrimoniaux.
Un sociétaire définitif est un membre de la SACEM distingué qui a atteint ou dépassé un  seuil donné de droits SACEM au cours des trois dernières années. Outre l’aspect privilège (16 voix au lieu d'une, éligibilité…), faire partie des sociétaires professionnels ou définitifs positionne ce sociétaire comme artiste reconnu par ses pairs.
S’il n’existe aucune obligation pour les auteurs et compositeurs d’adhérer à la Sacem, cette dernière reste incontournable en cas de diffusion nationale ou internationale. Il est en effet matériellement impossible à un auteur, un compositeur et, a fortiori, un éditeur de pouvoir lui-même contrôler les usages qui sont faits de ses créations, négocier les autorisations de diffusion et les paiements liés auprès de tous les utilisateurs de ses œuvres (la Sacem négocie avec 500 000 clients) en France et à l'étranger. Elle permet de collecter les droits perçus à l'étranger grâce aux accords de réciprocité conclus avec ses nombreuses homologues étrangères.
De leur côté, les utilisateurs et les diffuseurs de musique bénéficient de l'existence de ce « guichet unique » (simplification des démarches pour utiliser de la musique). La gestion collective constitue de facto une interface pratique entre les créateurs et les utilisateurs des œuvres. Les conditions d'autorisation et les tarifs applicables sont disponibles sur le site internet de la Sacem.
Forte de son ancrage local, de son expertise et de son ancienneté, la Sacem est internationalement considérée comme la société de référence pour la protection du droit d’auteur[réf. nécessaire]. Elle continue d'ailleurs à attirer en masse les auteurs, compositeurs et éditeurs de musique, français ou étrangers, avec un doublement du nombre de sociétaires entre 1999 et 2018 (de 80 000 à 170 000) et plus de 140 millions d’œuvres représentées.
Les auteurs et compositeurs qui ne souhaitent pas adhérer à une société d'auteurs peuvent opter pour la gestion individuelle des droits d'auteur concernant leur répertoire et choisir des licences ouvertes (par exemple les licences Creative Commons) qui permettent, sous certaines conditions fixées par les créateurs eux-mêmes, la libre diffusion des œuvres (notamment sur Internet). Alors que les statuts de la Sacem étaient à l'origine incompatibles avec de telles licences, un accord est intervenu entre la Sacem et Creative Commons en janvier 2012, pour une durée initiale de 18 mois, permettant aux membres de la Sacem de développer la promotion de leurs œuvres en ayant recours aux licences Creative Commons (CC) option non commerciale (NC), tout en confiant la gestion de leurs œuvres à la Sacem pour des utilisations commerciales. La Sacem emboîte ainsi le pas de la Buma-Stemra, société d'auteurs néerlandaise, qui acceptait déjà de gérer les droits sur les diffusions commerciales d'artistes utilisant par ailleurs les licences CC. Ils peuvent également faire le choix de placer directement leurs œuvres dans le domaine public comme pour le projet Open Goldberg Variations[réf. nécessaire].
Enfin, un auteur-compositeur-interprète a la possibilité de faire presser un CD ou de donner un concert sans être membre. Pour le concert, il faut demander une autorisation à la Sacem et si les œuvres ne sont pas protégées, la Sacem ne collectera pas de droits d’auteur. Les auteurs qui désirent protéger leurs œuvres peuvent s'adresser au Syndicat national des auteurs et des compositeurs (SNAC), à un notaire, ou se constituer des preuves d'antériorité en cas de litige (envoi par la poste en recommandé, par exemple).

### Prérogatives
Le rôle de la Sacem est défini comme suit :
- rôle de répartition (1) : la Sacem répartit individuellement entre ses sociétaires la somme d'argent perçue à titre d'acquittement des droits d'exécution, de diffusion, et de reproduction des œuvres dont elle a la gestion. Cette répartition est effectuée au prorata des utilisations des œuvres en question en France et à l'étranger (par le biais des réciprocités), après prélèvement du coût de fonctionnement de la Sacem. Ce coût est un ratio fixe par période de temps ;
- rôle de répartition (2) : la Sacem répartit auprès des sociétés avec lesquelles elle a des accords de réciprocité la somme d'argent perçue à titre d'acquittement des droits d'exécution, de diffusion et de reproduction des œuvres dont ces sociétés ont la gestion. Les règles de répartition sont disponibles sur le site internet de la Sacem ;
- rôle de collecte : la Sacem collecte auprès de ses clients les droits d'exécution, de diffusion, et de reproduction. Est client toute personne ou organisme utilisant des œuvres (diffusion, reproduction, organisation de spectacle vivant) dont la gestion des droits est déléguée à la Sacem ou à toute société avec laquelle la Sacem a des accords de réciprocité en la matière.

Les organisateurs de manifestations diffusant de la musique sont tenus de transmettre à la Sacem ou aux ayants droit (auteur, compositeur, éditeur) conformément à l'article L.132-21 du code de la propriété intellectuelle la liste des titres qui seront joués.
La société perçoit en règle générale une redevance proportionnelle aux recettes générées par la diffusion des œuvres ou au budget de la manifestation, tout en prévoyant dans certains cas une redevance forfaitaire pour des petites manifestations gratuites. Elle peut aussi accorder des réductions aux associations d'intérêt public. De même, un accord entre la Sacem et l'Éducation nationale permet aux enseignants de diffuser des œuvres pendant leurs cours.
En revanche, la Sacem ne peut exiger une rémunération pour la diffusion d’œuvres qui ne font pas partie de son catalogue ou de celui d'autres sociétés d'auteurs étrangères ou d'éditeurs qui lui ont donné mandat.

### Collecte des droits
Les sommes acquittées à la Sacem au titre des droits d'auteurs musicaux ne peuvent être assimilées à de quelconques « taxes » puisqu'il ne s'agit que de la rémunération de droits de propriété privés, la Sacem, société civile à but non lucratif, délivrant les autorisations d'utilisation de ces œuvres et assurant les perceptions pour le compte de ses membres. Le paiement des droits musicaux à la Sacem n'étant pas une taxe, tout retard ou absence de paiement ne peut en aucun cas faire l'objet d'une amende.
Selon un article publié sur 01net.com en juin 2008, sur la vente d'un titre à 99 centimes d'euros sur l'iTunes store, la Sacem percevrait 7 centimes dont elle reverserait 2 centimes aux ayants droit. Il s'agit de 7 centimes au titre de droits d'auteurs, pour le compositeur et/ou l'auteur du texte, mais pas pour l'interprète, qui lui toucherait plutôt autour de 14 centimes.
La Sacem développe un mode de collecte et de répartition particulièrement sophistiqué et précis, à la différence de nombre de ses homologues étrangers. Elle assure la détection et le suivi de l’ensemble des évènements publics et définit le montant des droits à facturer, percevoir et répartir selon trois moyens :
- Les organisateurs de concerts, spectacles, les télévisions, les radios, les producteurs de CD, DVD, les cinémas, les sites de téléchargements, streaming, transmettent à la Sacem la liste des œuvres diffusées. La Sacem peut alors définir quels montants allouer aux ayants droit concernés, œuvre par œuvre. Cela représente 80 % des droits répartis.
- Pour les discothèques, les bals et la copie privée, la Sacem a recours à des sondages. Cela représente 11 % des droits répartis.
- Pour la musique d’ambiance et de sonorisation, la Sacem tient compte des œuvres reproduites sur CD et diffusées en radio ou lors de concerts. Cela représente 9 % des droits répartis.

De par son implantation ramifiée sur le territoire français, la Sacem parvient à répartir 80 % des droits sur la base d'une connaissance précise des programmes. Ce niveau, un des plus élevés au monde[réf. souhaitée], permet de rémunérer les ayants droit de la manière la plus juste possible, en fonction de la musique réellement diffusée. Cela la distingue notamment de nombreuses autres sociétés à l’étranger, qui privilégient les sondages, méthode plus économique mais bien moins équitable.

### La musique sur Internet
- Si vous ne connaissez pas le sujet, laissez ce bandeau (vous pouvez alors contacter les auteurs).
- Si vous supprimez le contenu mis en cause (vous pouvez préalablement contacter les auteurs),

argumentez précisément cette suppression dans la page de discussion
(un manque de référence n'est pas un argument ; une recherche réelle de référence doit avoir été effectuée, être formellement documentée).
Faisant face à une explosion de la consommation de la musique sur Internet (streaming), la Sacem s’est investie sur ce média. Comme pour tout mode de diffusion de la musique, le rôle de la Sacem reste toujours le même : autoriser l'utilisation du répertoire de ses membres contre rémunération. La Sacem a signé des contrats avec iTunes en 2004, avec Deezer en 2007 (permettant à la plateforme de diffuser légalement de la musique sur internet), avec Spotify en 2008 et 2021, YouTube en 2010 puis 2013, Netflix en 2014, Apple Music et Amazon Prime en 2015, SoundCloud en 2016, Facebook en 2018, Twitch en 2020. Sur l’année 2018, 240 contrats sont en cours avec des services en ligne. En général, ils sont basés sur un pourcentage du chiffre d'affaires du service (principe de proportionnalité). Le marché de la musique en ligne légale est important en France, ce qui explique que ce secteur d'activité constitue la troisième source de revenus pour les auteurs (12 % des collectes en 2018)[réf. nécessaire]. 
Avant la signature des accords avec les plateformes de diffusion de musique en ligne, la Sacem n'autorisait pas à ses membres la diffusion gratuite de leurs œuvres sur ces plateformes ; la seule possibilité était la diffusion sur le site officiel de l'artiste. La situation change dans les années 2000 avec la signature d'accords avec Dailymotion (2006, 2011) et YouTube : il devient alors possible pour les membres de la Sacem de publier sur ces sites pour promouvoir leur musique.
En 2023, la Sacem annonce avoir collecté 1,413 milliard d'euros de droits en 2022, dont une bonne partie provient du streaming.
La Sacem a soutenu les dispositions favorables au maintien du libre exercice du droit exclusif et s'est opposée à la proposition de licence globale à l'occasion du vote du projet de loi DADVSI en 2006. Le vote de ce texte — qui avait vocation à transposer en droit français une directive européenne — a été le lieu d'un débat important sur l'opportunité d'instaurer un système de gestion collective obligatoire du droit de représentation pour les diffusions d'œuvres via les réseaux P2P (licence globale). Or, pareil système aurait définitivement imposé aux auteurs l'obligation de recourir aux services d'une société de gestion collective pour obtenir leur rémunération. La Sacem a préféré soutenir le modèle classique de la propriété littéraire et artistique, modèle qui, en instituant l'auteur propriétaire de sa création, lui laisse le libre choix du mode de gestion qu'il juge approprié.

### Action culturelle et prix
Outre sa mission de collecte et répartition des droits d’auteur, la Sacem mène depuis les années 1960 des actions de soutien en faveur de la création musicale. En 2018, c'est 29,8 millions d'euros d'aides qui ont été consacrés à des actions très diversifiées, en tout 2 350 projets (cinéma, répertoire et artistes français, jazz, musique contemporaine, musique de film, édition et patrimoine, commande aux compositeurs) et aussi de pédagogie et découverte de la musique pour les jeunes publics et publics défavorisés, etc.
Les aides culturelles de la Sacem comme celles de toutes les sociétés de gestion collective viennent en majeure partie (depuis 1985) des « 25 % de la copie privée » mais aussi d'un budget mis en place volontairement par la Sacem depuis les années 1960. Ces financements permettent de soutenir des répertoires difficiles ou à risque, ainsi que les artistes émergents encore absents des grands médias ou mal diffusés, sur tout le territoire. Ils ont un rôle d’intérêt général, de redistribution et de politique culturelle très important, plus encore dans les années 2010 avec les doutes qui pèsent sur les capacités de financement de la culture par les collectivités territoriales.
La Sacem attribue également chaque année des Grands prix qui couvrent l'ensemble des genres et courants musicaux.

## Activité de lobbying

### En France
La Sacem est inscrite comme représentant d'intérêts auprès de l'Assemblée nationale. Elle déclare à ce titre qu'en 2015, les coûts annuels liés aux activités directes de représentation d'intérêts auprès du Parlement sont compris entre 100 000 et 150 000 euros.
Elle déclare à la Haute Autorité pour la transparence de la vie publique exercer des activités de lobbying pour la défense des créateurs en France pour un montant qui n'excède pas 200 000 euros sur le second semestre 2017.

### Auprès des institutions de l'Union européenne
La Sacem est inscrite depuis 2013 au registre de transparence des représentants d'intérêts auprès de la Commission européenne. Elle déclare en 2015 pour cette activité un salarié à temps plein et des dépenses d'un montant compris entre 100 000 et 200 000 euros.

## Polémiques
La Sacem s’est parfois trouvée, au cours de son histoire, au centre de vives controverses : salaire de ses hauts cadres, frais de gestion, droits d’auteurs juifs pendant la Seconde Guerre mondiale, patrimoine immobilier, ayants droit du Boléro de Ravel. Pendant très longtemps, jusqu’à la fin du XXe siècle, la Sacem donnait l’impression de communiquer avec réticence sur ses activités, ce qui suffisait à suspecter la société d’auteurs de pratiques opaques.[réf. nécessaire]
La Sacem est désormais[Depuis quand ?] soumise à une dizaine de niveaux de contrôle et de surveillance différents et indépendants des uns et des autres. Les auteurs, compositeurs et éditeurs qui la composent ont aussi développé un mode de gouvernance qui leur permet de prendre une part centrale dans la gestion de leur société.[réf. nécessaire]

### Libre diffusion des œuvres musicales
Jusqu'en 2010, la Sacem interdisait à ses sociétaires de diffuser librement leur musique sur Internet, à l'exception d'une diffusion gratuite sur leur site personnel ; un certain nombre de musiciens lui ont reproché cette pratique, car ils y voyaient un frein à leur diffusion. Cette situation a changé depuis lors à la suite des accords négociés avec Dailymotion et YouTube (2010) qui permettent la libre mise en ligne de toutes les œuvres dont la Sacem gère les droits. Elle a par ailleurs signé un accord avec Creative Commons par lequel tout auteur ou compositeur peut être membre de la Sacem et tout de même permettre au public certains usages jusque-là interdits, comme le libre partage ou la transformation. Cet accord se limite aux usages non-commerciaux – les licences CC BY-NC, CC BY-NC-SA et CC BY-NC-ND – et porte sur l'ensemble des œuvres à venir ou antérieures de l'auteur. Ainsi, l'auteur devra déclarer la liste de ses œuvres placées sous une licence autorisant les usages commerciaux libres lors de son adhésion à la Sacem, et ne pourra plus choisir d'utiliser une telle licence pour ses futures créations.
Bien que ne disposant pas d'un monopole de droit, la Sacem est le principal organisme à collecter les droits pour le compte des auteurs, compositeurs et éditeurs de musique sur le sol français. L'adhésion n'étant donc pas obligatoire, un auteur ou un compositeur français a la possibilité de gérer personnellement ses droits ou d'adhérer à n'importe quelle autre société d'auteurs étrangère. Environ 21 000 auteurs ou compositeurs étrangers sont eux-mêmes membres de la Sacem.[Quand ?]

### Traitement des auteurs juifs pendant l'Occupation
En 1999, la Sacem est violemment prise à partie dans la presse, étant accusée d’avoir spolié des sociétaires juifs durant l’Occupation. L’affaire démarre avec la mise au jour par Daniel Vangarde d’une circulaire interne du 17 novembre 1941, rédigée par Jean-Jacques Lemoine sous les ordres d’Alphonse Tournier, qui demandait aux sociétaires de faire une déclaration d’aryanité, sous peine de voir les revenus de leurs droits versés à la Caisse des dépôts et consignations. En mai 1999, Daniel Vangarde saisit la mission Mattéoli — qui avait été précédemment créée pour faire la lumière sur la spoliation des biens juifs pendant la Seconde Guerre mondiale — pour traiter ce cas.
Un groupe d’experts, présidé par l’historienne Annette Wieviorka, a été constitué pour procéder à l’examen des archives de la société. Le rapport rédigé par Yannick Simon, est publié en avril 2000. Les conclusions des experts ont ainsi été résumées par Annette Wieviorka dans une tribune du Figaro, publiée les 10 et 11 juin 2000[réf. incomplète] : « La Sacem n’est pas à l’initiative de la demande à ses sociétaires d’un certificat d’aryanité. L’impulsion dans ce domaine vient de la radio et du Commissariat général aux questions juives […] Après une période d’atermoiement (novembre et décembre 1941), les droits des auteurs désignés comme juifs, qui demeurent sociétaires, sont assimilés à des honoraires, ne sont pas et ne seront jamais bloqués. Rien ne s’oppose à leur versement. »
En octobre 1941, la Sacem exige de ses sociétaires un « certificat d’aryanité », afin de pouvoir exclure les sociétaires juifs. Toutefois, le rapport de Yannick Simon indique qu'aucune liste des sociétaires juifs de la Sacem n'a été réalisée, les moyens mis en œuvre pour recueillir ce certificat ayant été inefficaces. La Sacem avait prévu, dans un premier temps, de verser sur un compte bloqué les droits d'auteurs des sociétaires juifs. Cette mesure est finalement annulée, et les droits d'auteurs sont versés sous le nom d'honoraires aux artistes juifs. Les pensions et droits par héritages, n'entrant pas dans cette définition, ont été gardés par la Sacem et restituées à la Libération. Après la guerre, des sociétaires juifs ont récupéré les droits d'auteurs qui avaient été saisis par les Allemands. Le rapport conclut que la Sacem, comme les autres sociétés de gestion de droits, a pratiqué « toutes les formes d’accommodement avec les autorités allemandes et l’État français ». Seules quelques successions de personnes mortes en déportation restent en déshérence.
Toutefois, une restriction s’applique : les droits d’auteur sont librement versés à tous les sociétaires en situation de venir les recevoir, ce qui exclut de fait les prisonniers, déportés ou émigrés. Le 26 septembre 2000, Charles Aznavour publie une lettre ouverte où il prend la défense de la Sacem et réfute les accusations de spoliation et d'inaction : « la Sacem a versé pendant la guerre, en toute connaissance de cause, des secours à des sociétaires juifs dans le besoin. »
Afin toutefois de permettre de lever toute interrogation, il a alors été décidé de permettre à tout ayant droit ou à ses héritiers de faire appel auprès de la commission Drai dans les cas où ces derniers auraient le moindre doute ou une contestation à présenter. Sur les dizaines de milliers de dossiers soumis à cette commission par toutes les personnes ayant fait des recours, seuls cinq d'entre eux ont concerné la Sacem qui ont tous été rejetés par cette juridiction.[réf. nécessaire]

### Les droits duBolérode Ravel
Au début des années 1990, le célèbre Boléro est à la première place du classement mondial des droits de la Sacem et rapporte chaque année des droits importants. Les œuvres de Maurice Ravel, publiées pour la première fois de son vivant entre le 1er janvier 1921 et son décès, entrent dans le domaine public le 2 mai 2016, et, en France, le 29 septembre 2022. Ce décalage est lié aux prorogations de guerre, ainsi qu'à une demande des ayants-droit auprès du ministre de la Culture Jack Lang pour prolonger de vingt ans la durée de protection.
En 2012, les droits d'auteurs représentent 1,5 million d'euros par an.
Ravel étant mort sans enfant, c'est la gouvernante de son frère (décédé lui-même sans enfant) qui a bénéficié de l'héritage après plusieurs années de procédure judiciaire en raison de la contestation de cousins éloignés. Depuis au moins 1970, les ayants droit, qui ne résident pas en France, perçoivent leurs droits au travers de paradis fiscaux (Vanuatu, puis Gibraltar, Panama, îles Vierges, Antilles néerlandaises…). Ils ont longtemps été gérés par l'avocat Jean-Jacques Lemoine, mort en 2009, et qui avait auparavant exercé les fonctions de directeur-adjoint des affaires juridiques de la Sacem (notamment pendant la Seconde Guerre mondiale),.
Selon Libération, les droits d'auteurs générés par les œuvres de Maurice Ravel se sont élevés à au moins 117 millions d'euros depuis la mort du compositeur en 1937 jusqu'en 2016.

### Spectacle de fin d’année à l’école (2006)
À la fin du spectacle de fin d'année, la directrice de l'école de Peillac (Bretagne), en 2006 s'est plainte du montant des droits réclamé par la délégation régionale de la Sacem alors que, selon cette dernière, les élèves avaient seulement chanté (au micro) à leur maîtresse la chanson Adieu Monsieur le professeur (écrite notamment par Hugues Aufray) pendant plus de trente secondes. Informée par la presse de l'organisation de cette kermesse, la Sacem avait, selon sa procédure habituelle, envoyé une facture forfaitaire d'un montant de 75 euros, cette manifestation n'ayant pas fait l'objet d'une demande d'autorisation préalable.
La Sacem a précisé que le montant réclamé concernait la kermesse dans son ensemble et non pas uniquement la chanson incriminée. Le montant de la facture couvrait en réalité toutes les œuvres musicales diffusées ou interprétées durant cette manifestation organisée dans un lieu public et ayant fait l'objet d'une annonce par voie de presse sans qu'une autorisation ait été demandée auparavant. En effet, toute manifestation de ce type est, selon la loi, soumise à l'autorisation et à la rémunération des créateurs de musique.
Après avoir rappelé la légalité de l'intervention de la Sacem et la légitimité de la juste rémunération des créateurs, par respect du droit de propriété d'autrui, l'un des auteurs, Hugues Aufray, a proposé de payer lui-même cette somme.

### Salaires des dirigeants
En 2010, le rapport de la commission de contrôle des sociétés de perception et de répartition des droits (SPRD) pointe que la moyenne des cinq plus gros salaires de la Sacem serait de 363 908 euros, avec 600 000 euros pour celui du président du directoire de l'époque, Bernard Miyet. Se défendant de ces critiques, le conseil d'administration, uniquement composé d'auteurs, de compositeurs et d'éditeurs élus par l'assemblée générale, rappelle que la Sacem est une entreprise privée, libre de fixer le montant des salaires de ses dirigeants en fonction des qualités professionnelles requises, que le président du directoire a été élu de façon transparente et que son mandat a été renouvelé à trois reprises. Le conseil ajoute que le niveau de rémunération des cadres supérieurs correspond à celui d'autres sociétés percevant des montants similaires (830 millions d’euros en 2010) ou à celui des sociétés d'auteurs étrangères comparables.[réf. nécessaire]
Le rapport a également fait référence aux notes de frais abusives d'un cadre de la société. S’agissant des notes de frais incriminées, le rapport ne pointe qu'un seul abus, au demeurant mis au jour par les services de contrôle interne de la Sacem et sanctionné plusieurs mois avant la parution du rapport. Le cadre mis en cause pour ces dépenses abusives avait en fait été licencié et mis dans l'obligation de rembourser les sommes en cause[réf. nécessaire].
À partir de juin 2012, le directeur général de la Sacem est Jean-Noël Tronc et sa rémunération a été fixée à 350 000 € (brut) en fixe et 50 000 € en variable par an. Son prédécesseur Bernard Miyet touche 600 000 euros de prime de départ, provoquant de nouvelles critiques sur ce montant très élevé.

### La Sacem face à la crise de la Covid-19
Durant la pandémie de covid-19, confrontée à la fermeture des événements publics, la Sacem redoute une perte de 30 % de la valeur économique et des emplois de la musique en France. Dans ce contexte, la direction indique vouloir se séparer de 150 de ses 1 300 employés et annonce fin novembre 2020 un plan de départs volontaires.

## Liste partielle des dirigeants
| Identité                       | Période         | Période         | Durée |
| Identité                       | Début           | Fin             | Durée |
| ------------------------------ | --------------- | --------------- | ----- |
| Jean-Noël Tronc (né en 1967)   | 2012            | 21 octobre 2021 | 9 ans |
| Cécile Rap-Veber (née en 1970) | 21 octobre 2021 |                 |       |

| Identité                         | Période      | Période      | Durée                     |
| Identité                         | Début        | Fin          | Durée                     |
| -------------------------------- | ------------ | ------------ | ------------------------- |
| Bruno Lion (d)                   | 18 juin 2019 | 15 juin 2021 | 1 an, 11 mois et 28 jours |
| Patrick Sigwalt (d) (né en 1962) | 15 juin 2021 | juin 2022    | 1 an                      |
| Serge Perathoner (né en 1953)    | 22 juin 2022 | 20 juin 2023 | 11 mois et 29 jours       |
| Christine Lidon (née en 1961)    | juillet 2023 | juin 2024    | 11 mois                   |
| Patrick Sigwalt (d) (né en 1962) | juin 2024    |              |                           |

## Dans la culture
- Le sketch de Jean Yanne qui précède la chanson Si tu t'en irais tourne autour de la SACEM et de la rémunération de 12,5 anciens francs qu'il va toucher avec une chanson bête[51].